# Le Moment de la vérité
Pour les articles homonymes, voir Le Moment de vérité.
Pour plus de détails, voir Fiche technique et Distribution.
Le Moment de la vérité (Il momento della verità) est un film hispano-italien réalisé par Francesco Rosi et sorti en 1965.

## Synopsis
En Espagne, un jeune paysan, d'abord sous-prolétaire à Barcelone, devient torero. Il va alors connaitre l'ascension vers la gloire, puis la lassitude, la peur et enfin la mort.

## Fiche technique
- Titre : Le Moment de la vérité
- Titre original : Il momento della verità
- Réalisation : Francesco Rosi
- Scénario : F. Rosi avec la collaboration de Pedro Beltrán (es), Pedro Portabella, Ricardo Muñoz Suay (eng)
- Photographie : Gianni Di Venanzo, Aiace Parolin (en) et Pasqualino De Santis
- Musique : Piero Piccioni
- Montage : Mario Serandrei
- Producteur exécutif : Enzo Provenzale
- Production : Antonio Francesco pour Federiz (Rome)/ A.S. Films (Madrid)
- Pays d'origine :  Italie/ Espagne
- Format : Couleurs - 2,35:1 - Mono - 35 mm
- Genre : Drame
- Durée : 110 minutes
- Date de sortie : 1965

## Distribution
- Miguel Mateo « Miguelín » : Miguel Romero « Miguelín », le matador
- José Gómez Sevillano : l'empresario
- Pedro Basauri « Pedrucho » : le maître « Pedrucho »
- Linda Christian : Linda, l'Américaine

## Commentaire
Alors qu'il travaillait au montage de Main basse sur la ville, Francesco Rosi se rendit en Espagne afin de filmer les fêtes de la Saint-Firmin à Pampelune. Là, naquit le scénario d' Il momento della verità. « Rosi n'a pas vraiment regardé l'Espagne comme un étranger », souligne Jean A. Gili.Francesco Rosi confirme : « Quand je suis allé en Espagne, franchement c'est comme si j'avais trouvé une seconde patrie : les Espagnols ont occupé Naples pendant cinq siècles. Souvent un arrière-fond culturel se révèle au contact d'un élément qui le libère, même si nous ne l'avons jamais cultivé à l'intérieur de nous-mêmes. (...) Par certains aspects, l'Espagne était pour moi comme Naples ou la Sicile. »
« À suivre les grandes lignes du film, il ne faudrait pas en déduire que le propos ne dépasse pas le cadre strict d'une biographie de toréador », prévient Jean A. Gili « Avec Le Moment de la vérité, Rosi esquisse un portrait de l'Espagne, un portrait qui n'hésite pas à prendre quelque recul par rapport à ce qui n'aurait pu être qu'une critique du régime franquiste », indique-t-il. Rosi effectue, par ailleurs, la mise au point : « (...) Il se trouve que je ne suis pas intéressé par un film contre Franco. (...) Ce que je voulais, c'était parler de ce pays qui existait avant Franco et qui, probablement, existera après lui. Je voulais comprendre ce pays, en parler d'un point de vue plus éternel que les incidents de l'histoire contemporaine. »
Évoquant le sujet du film, la corrida, et situant celle-ci dans un contexte sociologique marqué par la misère, l'archaïsme et l'obscurantisme (celui de l'Espagne d'alors), Jean A. Gili nous dit : « La corrida prend alors sa véritable dimension, elle devient l'expression d'un défoulement collectif, le reflet d'une violence sous-jacente à toute l'histoire du peuple espagnol. Dans une sorte de spectacle cathartique, le sang du « toro » c'est celui d'un peuple désespéré qui, d'une certaine manière, va assister à sa propre mise à mort. »

De plus, le film de Rosi se veut aussi le dévoilement de l'aliénation, en toutes circonstances, de Miguelin. Qu'il soit paysan, manœuvre ou matador, il est toujours à la merci d'un intermédiaire. 

« C'est une image symbolique de l'Espagne qui se dessine : sous l'autorité d'un « prestamista » (placeur) suprême, un peuple entier ne peut accéder à un statut d'adulte. (...) Ainsi, Le Moment de la vérité n'est en rien un film  « tauromachique » au mauvais sens du terme. »

— Jean A. Gili, op. cit.
« Le film traite du monde des « toros » et nous l'explique - non seulement dans sa phénoménologie du spectacle, mais aussi dans ses coordonnées sociologiques. (...) Il me semble, malgré le relatif échec commercial du film, que l'œuvre de Rosi constitue également une importante et capitale expérience d'intégration réaliste dans l'art, par l'utilisation comme support principal - dans un sujet qui le voulait ainsi - de l'esthétique », affirme le critique espagnol Giulio C. Acerete (rapporté par Marcel Oms).
Ce que Jean A. Gili décrit, pour sa part, de cette façon : « Le Moment de la vérité est, de surcroît, un film charnière dans la mesure où le cinéaste expérimente (personnellement) pour la première fois la couleur. (...) Rosi a enrobé le film dans une étonnante gamme de tonalités chaudes où prédominent les jaunes et les rouges. Dans les choix chromatiques de l'image s'exprime plastiquement la relation de fascination qui se crée entre le sang et les hommes. »